# Таманський відділ
45°15′00″ пн. ш. 38°07′00″ сх. д. / 45.25° пн. ш. 38.116666666667° сх. д.
Таманський (Темрюкський, Слов'янський) відділ — адміністративна одиниця у складі Кубанської області Російської імперії та Кубано-Чорноморської області РРФСР, що існувала в 1869 — 1924 роках. Адміністративний центр — станиця Слов'янська (до 1897 року — місто Темрюк).

## Географія
Відділ займав західну частину Кубанської області, на північному заході омивався Азовським морем, на південному заході — Чорним морем, на півдні межував із Чорноморською губернією.

### Сучасний стан
На території колишнього Таманського відділу Кубанської області зараз розташовуються частини Абінського, Анапського, Калінінського, Красноармійського, Кримського, Приморсько-Ахтарського, Слов'янського, Темрюцького, Тимашевського районів Краснодарського краю.

## Історія
- Утворений 1869 року як Темрюкський повіт із центром у місті Темрюк у складі Кубанської області.
- З 1888 — Темрюкський відділ.
- У 1897 році центр відділу перенесено до станиці Слов'янська.
- 1910 року Темрюкський відділ був перейменований на Таманський.
- Після встановлення Радянської влади на Кубані в березні 1920 Таманський відділ увійшов до складу новоствореної Кубано-Чорноморської області.
- 18 листопада 1920 року Таманський відділ було ліквідовано, на його території було утворено Темрюкський, Тимашевський та Слов'янський відділи.
- 18 травня 1922 року ліквідовано Темрюкський відділ, його територію приєднано до Слов'янського відділу.
- 25 січня 1923 року було ліквідовано Тимашевський відділ, частина його території увійшла до Слов'янського відділу.
- 2 червня 1924 року було ліквідовано Кубано-Чорноморська область і всі відділи, що входили до неї. Більша частина території Слов'янського відділу увійшла до складу Кубанського округу Південно-Східної області.

## Адміністративний устрій
1913 року до складу відділу входило 9 волосних правлень і 40 станиць:
- Волосні правління :

| - Витязевське — селище Витязево, - Грецьке — селище Грецьке, - Джигінське — село Джигинка, - Київське — село Київське, - Мерчанське — селище Мерчанське, - Молдаванське — селище Молдаванське, - Русскоє — селище Русскоє, - Суворовсько-Черкаське — село Суворовсько-Черкаське, - Федорівське — село Федоровське, - Кримсько-солдатська слобідка. |

- Станиці:

| - Абінска, - Анапська, - Анастасіївська, - Ахтанізовська, - Охтирська, - Благовєщенська, - Бриньковська, - Варениківська, - Верхньобаканська, - Вишестеблієвська, - Гостагаєвська, - Іванівська, - Кримськая, - Курчанська, | - Мінгрельська, - Натухаєвська, - Неберджаївська, - Нижньобаканська, - Новоджереліївська, - Новомишастовська, - Новонижньостеблієвська, - Новомиколаївська, - Ольгинська, - Петровська, - Полтавська, - Поповичівська, - Приморсько-Ахтарська, | - Раєвська, - Рогівська, - Слов'янська, - Старовеличковська, - Староджереліївська, - Старонижестебліївська, - Старотітаровська, - Таманська, - Троїцька, - Фонталівська, - Холмська, - Шапсугська, - Еріванська. |

Станом на 26 січня 1923 року до складу відділу входило 26 волостей:
| 1. Абінська, 2. Анастасіївська, 3. Ахтанізовська, 4. Варениківська, 5. Грецька, 6. Гривенська, 7. Джигинська, 8. Іванівська, 9. Київська, | 1. Кримська, 2. Мерчанська, 3. Мінгрельська, 4. Молдаванська, 5. Ольгинська, 6. Петровська, 7. Полтавська, 8. Приморсько-Ахтарська, 9. Рогівська, | 1. Слов'янська, 2. Старовеличківська, 3. Старотитарівська, 4. Суворово-Черкеська, 5. Таманська, 6. Темрюкська, 7. Федоровська, 8. Холмська. |

## У 1914 році у відділі було
Станиці
- Андріївська
- Бородінська
- Гладківська
- Дніпровська
- Запорозька
- Курчанська
- Степова
- Хмельницька

Аульське правління
- Суворовсько-Черкеське — аул Суворовсько-Черкеський

## Населені пункти
Найбільші населені пункти (населення, кінець XIX століття):
- ст-ця Слов'янська (15 167)
- м. Темрюк (14 734)
- ст-ця Кримська (10 409)
- ст-ця Петровська (8798)
- ст-ца Мінгрельська (8 000)
- ст-ця Новонижестебліївська (7 946)
- ст-ця Новомишастовська (7 866)
- ст-ця Мар'янська (7 248)
- м. Анапа (6 944)
- ст-ця Нововеличковська (6 683)
- ст-ця Абінська (6 585)
- ст-ця Староніжестебліївська (6 542)
- ст-ця Варениківська (6 407)
- ст-ця Старовеличковська (6 183)
- ст-ця Анастасіївська (6 000)
- ст-ця Старотитаровська (5 216)
- ст-ця Поповичівська (5 000)
- ст-ця Рогівська (5 000)
- с. Федорівське (4 983)
- ст-ця Новоджереліївська (4 686)
- х. Ахтарський (4 321)
- ст-ця Тамань (4291)
- ст-ця Полтавська (4 000)
- ст-ця Староджереліївська (4 000)
- ст-ця Курчанська (2 348)
- ст-ця Ахтанізовська (2 151)

## Населення
Національний склад відділу в 1897 році:
| Національність | Чисельність, осіб | Частка від усього населення, % |
| -------------- | ----------------- | ------------------------------ |
| українці       | 257 918           | 75,2                           |
| великоросіяни  | 58 660            | 17,1                           |
| греки          | 13 812            | 4,0                            |
| інші           | 12 586            | 3,7                            |
| Разом:         | 342 976           | 100,00                         |

Розподіл населення за статевою ознакою:
- чоловіки — 174 107 (50,8 %)
- жінки — 168 869 (49,2 %)